# Apoftegmi spartani
Gli Apoftegmi spartani (in greco antico: Ἀποφθέγματα Λακωνικά?, Apophthégmata Lakoniká) sono un'opera letteraria di Plutarco, catalogata all'interno  dei Moralia, strutturata come una silloge di citazione di spartani.

## Struttura
Gli Apophthegmata Laconica si presentano come una raccolta di apoftegmi riconducibili a personaggi provenienti da Sparta: re, condottieri, rispettive madri e mogli, ma anche comuni e anonimi cittadini e cittadine.
L'opera non era, comunque, intesa per la pubblicazione, ma doveva servire al suo autore come uno strumento di lavoro: l'idea attuale è che nel corso di parecchi anni Plutarco si sia appuntato parecchio materiale relativo a Sparta nella forma di brevi detti, senza preoccuparsi dunque dell'aspetto stilistico o della coerenza complessiva della raccolta, il che spiegherebbe, all'interno dell'opera, la presenza di ripetizioni e talora di contraddizioni (ad esempio apoftegmi simili sono attribuiti, con variazioni minime o talora nulle, a differenti protagonisti).

## Analisi critica
Plutarco era un ammiratore delle antiche virtù spartane e sembra del tutto probabile che la raccolta di detti di Spartani sia stata da lui stesso compilata come serbatoio di materiale letterario per i suoi scritti, come egli ci dice che di solito faceva: molti degli apoftegmi, in effetti, sono effettivamente reperibili in altre sue opere.
Negli Apoftegmi spartani Plutarco, tebano di nascita e ateniese adottivo per formazione culturale, rivela la sua dimensione laconizzante: di Sparta, infatti, sono esaltati il rigore morale, la sobrietà, l'immediatezza, l'incorruttibilità, cui Plutarco sembra guardare in modo nostalgico.
Ancora, degli Spartani sono messi in risalto coerenza, amore per la libertà (che in Sparta è indistinguibile dall'amor patrio), essenzialità (che si lega a una marcata repulsione per il fronzolo, l'ornamento), coraggio (specie in ambito marziale), ma anche valori puramente logici o intellettuali, come la compiaciuta allusività, lo stile criptico ma asciutto, al contempo oracolare e apodittico, cui non a caso si usa riferirsi con l'aggettivo "laconico".

## Edizioni italiane
- Detti di re e di condottieri (Regum et imperatorum apophthegmata), Introduzione, trad. e note di Emidio Pettine, Salerno, Palladio, 1988.
- I detti delle donne spartane, traduzione di C. Lattanzi, Collezione Oxenford, Firenze Atheneum, 1994, ISBN 978-88-725-5073-1.
- Detti dei Lacedemoni, Introduzione, testo critico, traduzione e commento a cura di Carlo Santaniello, Corpus Plutarchi Moralium, Napoli, M. D'Auria, 1995, ISBN 978-88-709-2116-8.
- Le virtù di Sparta, a cura di Dario Del Corno, traduzione dal greco antico e note di Giuseppe Zanetto, Collana Piccola biblioteca n.368, Milano, Adelphi, 1996, ISBN 978-88-459-1208-5.
- in  Tutti i Moralia, a cura di Emanuele Lelli e G. Pisani, Collana Il pensiero occidentale, Milano, Bompiani, 2017, ISBN 978-88-4529-281-1.
- Detti memorabili di re e generali, di spartani, di spartane, A cura di Carlo Carena, Collana NUE, Torino, Einaudi, 2018, ISBN 978-88-062-3369-3.